# Język filipiński
Język filipiński (oficjalna nazwa w latach 1937–1987 Pilipino, od 1987 roku Filipino) – jeden z dwóch języków urzędowych Filipin (drugim jest angielski). Jest to zaadaptowana postać języka tagalskiego, wzbogacona o słownictwo pochodzące z innych języków filipińskich. Należy do zachodniej gałęzi rodziny języków malajsko-polinezyjskich. 
Jest to język rodzimy znaczącej części mieszkańców centralnych rejonów Filipin; używa go jako ojczystego około 25 milionów osób. 
Nazwa „język filipiński” kładzie nacisk na związek tego języka ze wspólną tożsamością filipińską, nie zaś konkretną grupą etniczną (Tagalami).
W roku 1987 dokonano reformy ortografii, dodając litery c, f, j, ñ, q, v, x oraz z, głównie w celu zapisu zapożyczeń z hiszpańskiego i angielskiego.
W przeciwieństwie do wielu innych języków Azji Południowo-Wschodniej (ale podobnie jak np. malajski) filipiński nie jest językiem tonalnym.